# Autazes
Autazes, amtlich Município de Autazes, ist eine brasilianische Gemeinde im Bundesstaat Amazonas mit 2024 geschätzten 45.328 Einwohnern.

## Lage und Verkehrsanbindung
Die Gemeinde liegt 108 km östlich von Manaus, südwestlich der Mündung des Rio Madeira in den Amazonas, bis zu deren Ufern das Gemeindegebiet reicht. Der Hauptort selbst liegt am Rio Preto do Panteleão. Durch das Gebiet der Gemeinde und den Hauptort führt die AM-254, die bei Purupuru in Careiro von der BR-319 abzweigt und zum Rio Madeira führt.

## Klima
Die Stadt hat tropisches Regenwaldklima, Af nach der Klimaklassifikation nach Köppen und Geiger. Die Durchschnittstemperatur ist 26,7 °C. Die Niederschlagsmenge liegt im Schnitt bei 2668 mm im Jahr.

## Geschichte
Die Gegenden um den Amazonas und den Rio Madeira werden seit Jahrtausenden von Indigenen bewohnt. Seit dem 17. Jahrhundert, im Anschluss an die Expedition von Pedro Teixeira im Jahr 1637, begann die extraktivistische Ausbeutung von Produkten des Regenwaldes, allem voran Kakao. In der Zeit von 1836 bis 1839 schlossen sich viele der Indigenen, Caboclos und Ribeirinhos der Sozialrevolte Cabanagem an, die 1839 mit einer Amnestie beendet wurde. Immer wieder fällt im Zusammenhang mit Autazes und dem Aufstand der Name von Ambrósio Aires, der noch heute einem Distrikt in der Gemeinde seinen Namen gibt. Quellen dazu sind jedoch widersprüchlich.

### Administrative Geschichte
Im Jahr 1938 wurde der Distrikt Ambrósio Aires gegründet, noch als Bestandteil der Gemeinde Itacoatiara. Im Dezember 1955 wurde der Ambrósio Aires zum Munizip erhoben und aus den Gemeinden Itacoatiara und Borba ausgegliedert, was zum 3. März 1956 in Kraft trat. Seit 1960 besteht die Gemeinde, jetzt mit dem Namen Autazes, aus den Distrikten  Ambrósio Aires und Murutinga.

## Bevölkerung
Nach der Zählung von 2010 lebten auf dem Gebiet der Gemeinde 32.135 Menschen, 13.893 davon im urbanen Bereich, 18.242 im ländlichen Bereich. 16.217 definierten sich als Farbige, 6326 als Weiße, 2009 als Schwarze, 235 als Asiaten und 7348 als Indigene (rund 23 %). 12.894 Menschen waren unter 14 Jahre alt, 6171 zwischen 15 und 25. Dabei liegt die Zahl für die Altersgruppe zwischen 0 und 4 Jahren über doppelt so hoch wie für die Altersgruppe von 20 bis 24 Jahre.
In Autazes liegen 18 Terras Indígenas (TI), von denen elf den Anerkennungsprozess vollständig durchlaufen haben und zwei sich noch zu Beginn der Identifikation befinden, sodass noch keine Zahlen über Ausdehnung und Bevölkerung vorliegen. In den 16 anderen TIs leben (Stand 2014) 4844 Angehörige der Ethnie Mura.

### Bevölkerungsentwicklung
| Jahr | Einwohner | Stadt  | Land   |
| --- | --------- | ------ | ------ |
| 1960 | 14.458    | 1.912  | 12.546 |
| 1970 | 17.725    | 915    | 16.810 |
| 1980 | 16.061    | 3.041  | 13.020 |
| 1991 | 17.107    | 6.363  | 10.744 |
| 2000 | 24.345    | 10.150 | 14.195 |
| 2010 | 31.876    | 13.885 | 17.991 |
| 2021 | 41.005    | ?      | ?      |
| Hier fehlt eine Grafik, die leider im Moment aus technischen Gründen nicht angezeigt werden kann. Wir arbeiten daran! |           |        |        |

Quelle: IBGE (2011)

### Ethnische Zusammensetzung
| Gruppe*     | Anteil 2000      | Anteil 2010          | Anmerkung                        |
| ----------- | ---------------- | -------------------- | -------------------------------- |
| Brancos     | 3.957 (16,25 %)  | ▲ 3.326 (19,69 %) ▲  | Weiße, Nachfahren von Europäern  |
| Pardos      | 14.978 (61,52 %) | ▲ 16.217 (50,47 %) ▼ | Mischrassige, Mulatten, Mestizen |
| Pretos      | 1.260 (5,17 %)   | ▲ 2.009 (6,25 %) ▲   | Schwarze                         |
| Amarelos    | 39 (0,16 %)      | ▲ 235 (0,73 %) ▲     | Asiaten                          |
| Indígenas   | 2.583 (10,61 %)  | ▲ 7.348 (22,87 %) ▲  | indigene Bevölkerung             |
| ohne Angabe | 1.529            | –                    |                                  |

*) Anmerkung: Das IBGE verwendet für Volkszählungen ausschließlich diese fünf Gruppen. Es verzichtet bewusst auf Erläuterungen. Die Zugehörigkeit wird vom Einwohner selbst festgelegt.

## Wirtschaft
Im Jahr 2019 betrug das BIP 9679,17 Real pro Kopf. 3491 Personen oder 5,9 % der Bevölkerung waren als beschäftigt gemeldet. Landwirtschaft ist der größte Wirtschaftszweig mit einem Anteil von 79 Millionen Real, gefolgt von Dienstleistungen mit 71,8 Millionen Real und Industrie mit 24,5 Millionen Real. Der größte Einzelposten sind staatliche Leistungen wie Verwaltung, Bildung und öffentliche Gesundheit mit 194,2 Millionen Real.

### Landwirtschaft
Eine besondere Bedeutung in der Landwirtschaft ist die Haltung von Rindern (50.000) und Wasserbüffeln (43.000) und da besonders die Haltung von Milchkühen. Alleine die Herstellung von Milch und Milchprodukten erwirtschaftet über 20 Millionen Real.

### Bergbau
In der ganzen Region von Autazes gibt es große Vorkommen am Kalium, die wie z. B. in der Mine Fazendinha im Nachbarort Nova Olinda do Norte auch schon ausgebeutet wurden. Unter der Gemeinde Autazes liegen in einer Tiefe von etwa 800 Metern Schichten mit circa 300 Millionen Tonnen Kaliumchlorid (Kcl). Das Unternehmen Potássio do Brasil plant ein Projekt um jährlich 2,44 Millionen Tonnen Kaliumsalz zu fördern. Zu dem Projekt, für das nötige Investitionen von bis zu 4,5 Milliarden US-Dollar geschätzt werden, gehören ein Verladehafen und eine Straße, auf der das Salz zum Hafen gebracht wird. Nach Angaben des Betreibers soll das Projekt durch neueste Technologie der Umwelt nicht schaden, keine Entwaldung benötigen und nach Ende des Projektes auch kein Abraum an der Oberfläche zurückbleiben.
Umweltschützer bezweifeln die Sicherheit des Projektes angesichts der 480.000 Tonnen Kochsalz und 100.000 Tonnen Sand, die monatlich als Abraum anfallen und angesichts der Lage des Projektes in der Várzea, dem Überschwemmungsgebiet des Amazonas. Vertreter von Indigenen beklagen u. a., dass der geplante Verladehafen nur 50 Meter von einem heiligen Begräbnisort entfernt liegt. Auch werden erhebliche soziale Verwerfungen befürchtet, wie Spekulation von Immobiliengrundstücken und einer Explosion der Kriminalitätsrate, ähnlich dem Megastaudamm Belo Monte in Altamira (Pará).